# اهوراپیروز خالقی یزدی
اهوراپیروز خالقی یزدی با نام اصلی فتح‌الله خالقی یزدی و معروف به «هخا» یک شومن ایرانی مقیم آمریکا در تلویزیون ماهواره‌ای رنگارنگ بود که وعده داده بود که در تاریخ ۱۰ مهر ۱۳۸۳ با ۵۰ فروند هواپیما به تهران آمده و نظام جمهوری اسلامی را سرنگون می‌کند که خلف وعده کرد.
این امر به یک اتفاق کمدی بدل گشت و صدا و سیما صحنه‌هایی از گفته‌های او را پخش کرد.

## واکنش مقامات جمهوری اسلامی ایران
وزیر اطلاعات ایران او را یک «دیوانه» خواند و از بازگشت او به ایران استقبال کرد.
اکبر خوشکوشک نیروی سابق و امنیتی وزارت اطلاعات در کلاب هوس مدعی شده‌است که وی با اهورا پیروز خالقی در ارتباط بوده و مبالغی را به وی پرداخت نموده‌است.

## جنجال رادیو تهران
در سال ۱۳۸۸، رادیو تهران در پرسشی از شنوندگان خود پرسیده بود که «اگر یک روز صبح از خواب بیدار شوید و ببینید هخامنشیان در کشور حاکم شده‌اند چه می‌کنید؟». یکی از شنوندگان در پاسخ گفته بود: 
اگر صبح از خواب بیدار شوم و ببینم هخامنشیان برگشته‌اند به «هخا» می‌گویم تو که می‌خواستی بیایی میدان آزادی و جمهوری اسلامی را جمع کنی، حالا بیا!
 این امر باعث انتقاد از صدا و سیما شد.